# 马尔扎冈 (卡拉泽达-迪安西昂伊什)
马尔扎冈是葡萄牙布拉干萨区的一个堂区。总面积16.56平方公里，总人口320人，人口密度19.3人/平方公里。